# Ricinocarpos velutinus
Ricinocarpos velutinus là một loài thực vật có hoa trong họ Đại kích. Loài này được F.Muell. miêu tả khoa học đầu tiên năm 1875.